# Landerslev
Landerslev er en landsby i Nordsjælland med 254 indbyggere  (2024). Landerslev er beliggende Gerlev Sogn på Hornsherred tre kilometer øst for Over Dråby Strand og syv kilometer vest for Frederikssund. Byen tilhører Frederikssund Kommune og er beliggende i Region Hovedstaden.
Frem til 1954 havde Landerslev en forskole, ligesom der også var både smedje, børstebinder og en købmandsforretning. Landerslevs sidste købmand hed Ejner Hansen og han lukkede butikken sidst i 1960'erne.
I landsbyen ligger forsat flere større gårde midt i byen, men salg af kartofler, æg og jordbær ved stalddørene, sker i dag i et lang mindre omfang end tidligere.